# NGC 613
NGC 613 är en stavgalax i stjärnbilden Bildhuggaren. Den upptäcktes den 9 december 1798 av William Herschel. 